# Jezioro Złotowskie
Jezioro Złotowskie – jezioro położone w granicach administracyjnych Złotowa, w woj. wielkopolskim, w pow. złotowskim, leżące na terenie Pojezierza Południowokrajeńskiego.

## Hydronimia
Według urzędowego spisu opracowanego przez Komisję Nazw Miejscowości i Obiektów Fizjograficznych (KNMiOF) opublikowanego przez Główny Urząd Geodezji i Kartografii (GUGiK) i udostępnionego na stronach Komisja Standaryzacji Nazw Geograficznych (KSNG) nazwa tego jeziora to Jezioro Złotowskie. W różnych publikacjach i na niektórych mapach topograficznych jezioro to występuje pod nazwą Miejskie.

## Morfometria
Powierzchnia zwierciadła wody według różnych źródeł wynosi od 41,0 ha przez 41,3 do 44,6 ha.
Zwierciadło wody położone jest na wysokości 105,4 m n.p.m. lub 106,4 m n.p.m.. Średnia głębokość jeziora wynosi od 4,7 m do 4,8 m, natomiast głębokość maksymalna 8,7 m.
W oparciu o badania przeprowadzone w 2002 r. jezioro zaliczono do III klasy czystości i poza kategorią podatności na degradację. W 1996 roku wody jeziora nie spełniały norm czystości.
Powierzchnia zlewni całkowitej (z jeziorem) wynosi 166,5 km².